# Il ras del quartiere
Il ras del quartiere è un film del 1983 diretto da Carlo Vanzina.

## Trama
Milano dei primi anni Ottanta, il ragionier Gatti è un padre che ha perso la figlia Veronica (fuggita da casa). Dopo aver constatato che le forze dell'ordine non stanno facendo nulla per ritrovarla, inizia lui stesso a cercarla di notte, girovagando per una città per lui troppo grande, sconosciuta e piena di pericoli. Proprio durante la sua ricerca si imbatte in due delinquenti che lo vogliono rapinare del portafogli. Riesce a salvarsi grazie all intervento di Domingo - detto  "Ras" - che picchia i delinquenti e li fa fuggire senza che siano riusciti nei loro loschi intenti. Il Ras è anche a capo di una banda di punk.
Il ragionier Gatti si rende conto di non essere adatto a cercare una ragazza scomparsa in una metropoli e chiede al Ras di ritrovarla per lui. All'inizio, il Ras non vuole accettare, ma in seguito, a causa di problemi finanziari e di un debito da pagare a Orson, il capo di una banda rivale, decide di accettare per ben tre milioni di lire. Sulla sua strada incrocerà anche Jena che lo aiuterà nelle indagini. I due faranno dei maldestri tentativi di rintracciarla in luoghi come un luna park, dove addirittura verrà loro rubata la berlina chiesta in prestito al ragionier Gatti per muoversi agevolmente durante le ricerche.
Alla fine, per un puro caso il Ras riesce a bloccare Veronica in casa sua e avvisa il ragionier Gatti del successo della sua missione. Il Ras riceve la somma pattuita e la usa per estinguere il suo debito con Orson. Poco dopo aver sistemato le questioni economiche in sospeso, Ras si accorge che Veronica esce con Orson e la sua banda di criminali. Nonostante Ras non abbia più obblighi o interessi economici nei confronti del ragionier Gatti, cerca di convincerla a lasciare perdere quel tipo di persone, ma lei non lo ascolta. La sera stessa Orson e la sua banda tentano di rapinare l'abitazione di Veronica e suo padre.
Ma la fortuna vuole che il Ras e Jena arrivino sul posto in tempo per udire Veronica gridare aiuto. Il Ras sfonda la porta di casa e inizia la lotta contro Orson e la sua banda. Orson viene steso a schiaffi e pugni nel garage sotterraneo del palazzo. Veronica corre ad abbracciare suo padre, finalmente conscia che le vuole bene. Qualche settimana dopo Ras e Jena ricevono in regalo dal ragionier Gatti una fiammante Harley-Davidson, con la quale correranno verso nuove avventure, inseguiti dalla gang di Orson che cerca di vendicarsi.

## Produzione
Girato in gran parte a Milano, con alcune scene a Roma.

## Colonna sonora
Il commento sonoro è affidato sia ai Goblin che a Detto Mariano. Il brano che accompagna i titoli di testa è Chi ha paura della notte della PFM, tratto originariamente dall'album Come ti va in riva alla città (1981).